# Apixabán
Apixabán es un medicamento anticoagulante que se emplea en medicina para la prevención del tromboembolismo venoso y del accidente cerebrovascular en aquellos pacientes que padecen fibrilación auricular. Es un inhibidor del factor Xa de la coagulación. Se vende bajo el nombre comercial de Eliquis. Su uso fue aprobado por la Agencia Europea de Medicamentos en mayo de 2011 y por la FDA de Estados Unidos en diciembre del año 2012.

## Indicaciones
Su empleo está indicado en las siguientes situaciones:
- Reducir el riesgo de accidente cerebrovascular y embolismo sistémico en aquellos pacientes con fibrilación auricular no provocada por una alteración de las válvulas cardiacas.
- Reducir el riego de tromboembolismo venoso tras intervención quirúrgica por procesos ortopédicos, por ejemplo, colocación de una prótesis de rodilla.
- Tratamiento de trombosis venosa profunda de miembros inferiores y tromboembolia pulmonar.

## Efectos adversos
Algunos de los efectos secundarios más frecuentes que puede causar este medicamento son: anemia, náuseas y hemorragias, incluyendo hematuria y hemorragia nasal.

## Contraindicaciones
Se encuentra contraindicado en caso de sangrado, si existe enfermedad del hígado que altere la coagulación y en caso de riesgo alto de hemorragia por varices esofágicas o aneurisma de aorta. No debe asociarse a otros medicamentos que afecten a la coagulación, como heparina o derivados u otros anticoagulantes como warfarina, rivaroxabán y dabigatrán.

## Nuevos anticoagulantes orales
Apixabán junto con dabigatrán, rivaroxabán y edoxabán son los nuevos medicamentos aprobados en los últimos años para su empleo como anticoagulantes por vía oral.